# 霞ヶ浦国際ゴルフコース
霞ヶ浦国際ゴルフコース（かすみがうらこくさいゴルフコース）は、茨城県つくば市にあるゴルフ場である。

## 概要
「霞ヶ浦国際ゴルフコース」は、茨城県の県南地域、関東平野の筑波台地や稲敷台地と呼ばれる平坦な地形、東京都心や成田国際空港からも近く、北に日本百名山の筑波山を擁した観光地、日本国内最大の学術都市で業務核都市と国際会議観光都市の光景が漂うロケーションの所にある。
1950年代後期、筑波郡谷田部町（現・つくば市）下原地区に新たなゴルフ場の建設を始めた。コース設計は赤星四郎が行い、18ホール規模のゴルフ場の造成工事が着工され、1960年（昭和35年）10月6日に造成工事が完了。18ホール規模のゴルフ場が開場した。茨城県下では、第5番目に歴史のあるゴルフ場である。
コースは、遥かに関東の名峰筑波山を望み、雄大なる景観を誇り松林と池を巧にマッチさせ雅趣に富み、くぬぎと松にセパレートされた林間のクラシックコースである。フェアウェイは広くフラットで距離も十分にあり、バンカーはアゴの高いアリソンバンカー、グリーンはベントワングリーンで大きい。また、OB（アウト・オブ・バウンズ）はコースの外周だけなので、気持ちよく打つことが出来る。
クラブハウスの設計は株式会社丹下都市建築設計が行った。上空から見た屋根の形状はブーメランの様で、外観はギャラリー風の建物であり、建物の高さを抑えて平面的な広がりがあり、周囲の緑豊かな環境に溶け込むように設計されている。

## 所在地
- 茨城県つくば市下原368番地

## コース情報
- 開場日 - 1960年10月6日
- 設計者 - 赤星四郎
- コースタイプ - 丘陵コース
- コース - 18ホールズ、パー72、7,080ヤード、コースレート73.8
- フェアウェー - コウライ
- ラフ - ノシバ
- グリーン - 1グリーン、ベント（ペンクロス）
- ハザード - バンカー80、池が絡むホール8
- ラウンドスタイル - キャディ・セルフ選択可、1組4人が原則、状況によりツーサム可（平日のみ）、乗用カート(5人乗り)自走式
- 練習場 - 6打席50ヤード
- 休場日 - 1月1日、不定休[3]

## ギャラリー
- コース - 「霞ヶ浦国際ゴルフコース」、コース紹介、2021年11月14日閲覧
- ハウス - 「霞ヶ浦国際ゴルフコース」、施設案内、2021年11月14日閲覧

## 交通アクセス
- 鉄道 つくばエクスプレス - つくば駅より タクシー利用 約10分[4]
- 自動車 常磐自動車道桜土浦ICより 約10分[4]

## 関連文献
- 『ゴルフ場ガイド 東版』、2006-2007、「霞ヶ浦国際ゴルフコース」、東京 ゴルフダイジェスト社、2006年5月、2021年11月14日閲覧